# Villa Rosa (Pergine Valsugana)
Villa Rosa è un complesso di edifici situato presso Vigalzano, frazione di Pergine Valsugana in provincia di Trento. Costruita nel 1910-12 su progetto di Eduino Maoro, è stata adibita a ospedale dal 1956 al 2012.

## Storia

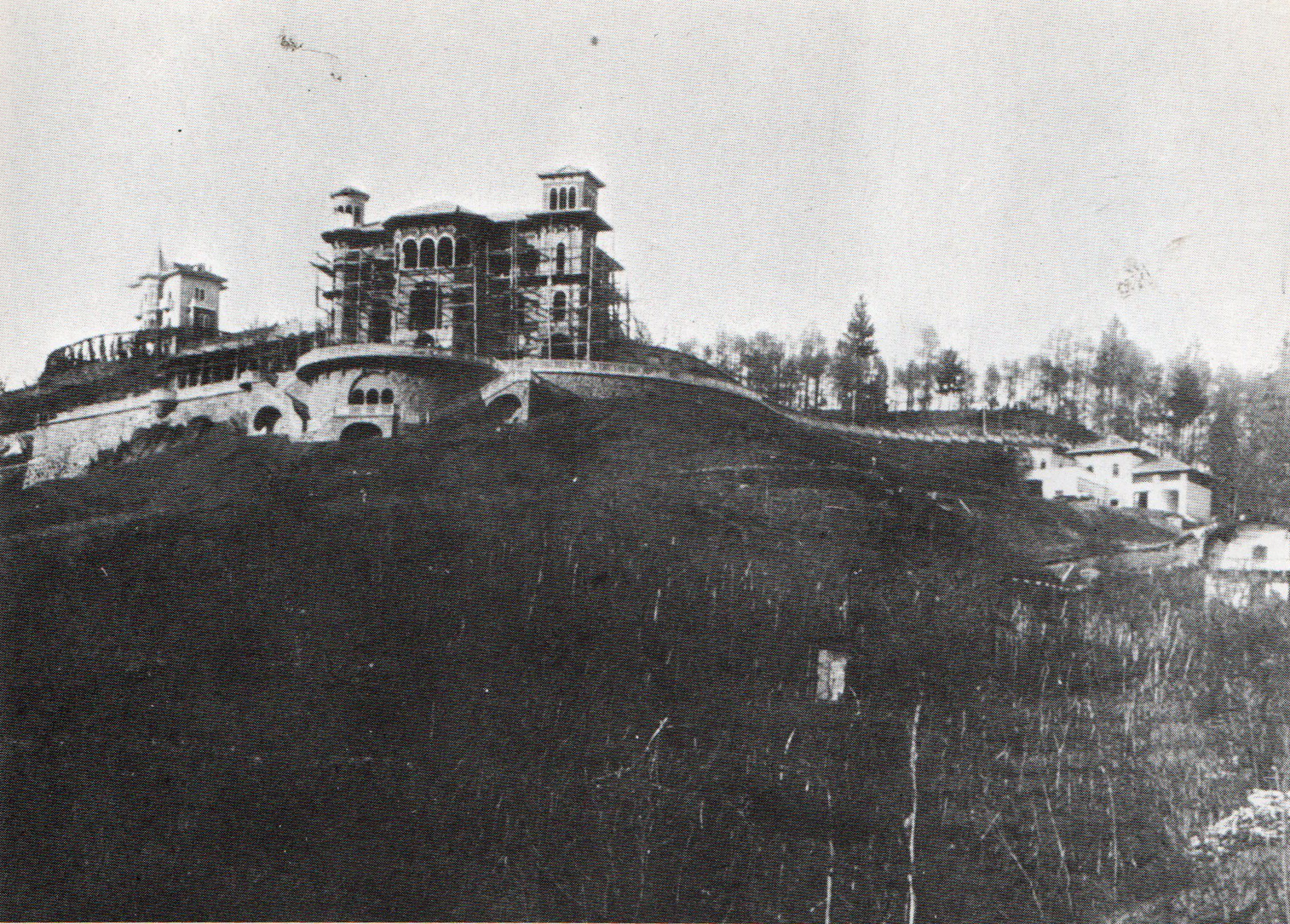
Lavori di costruzione della villa

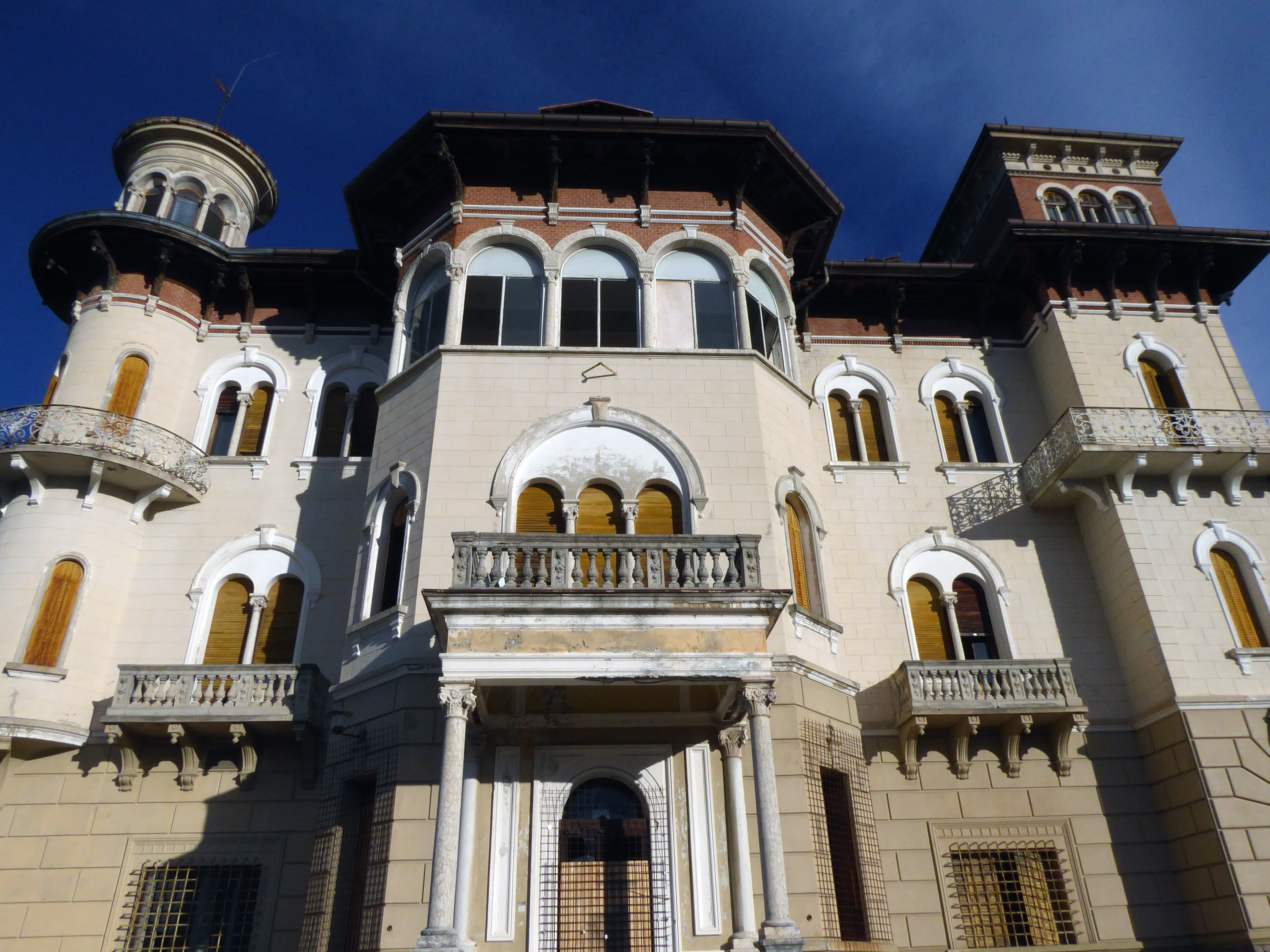
La facciata della villa

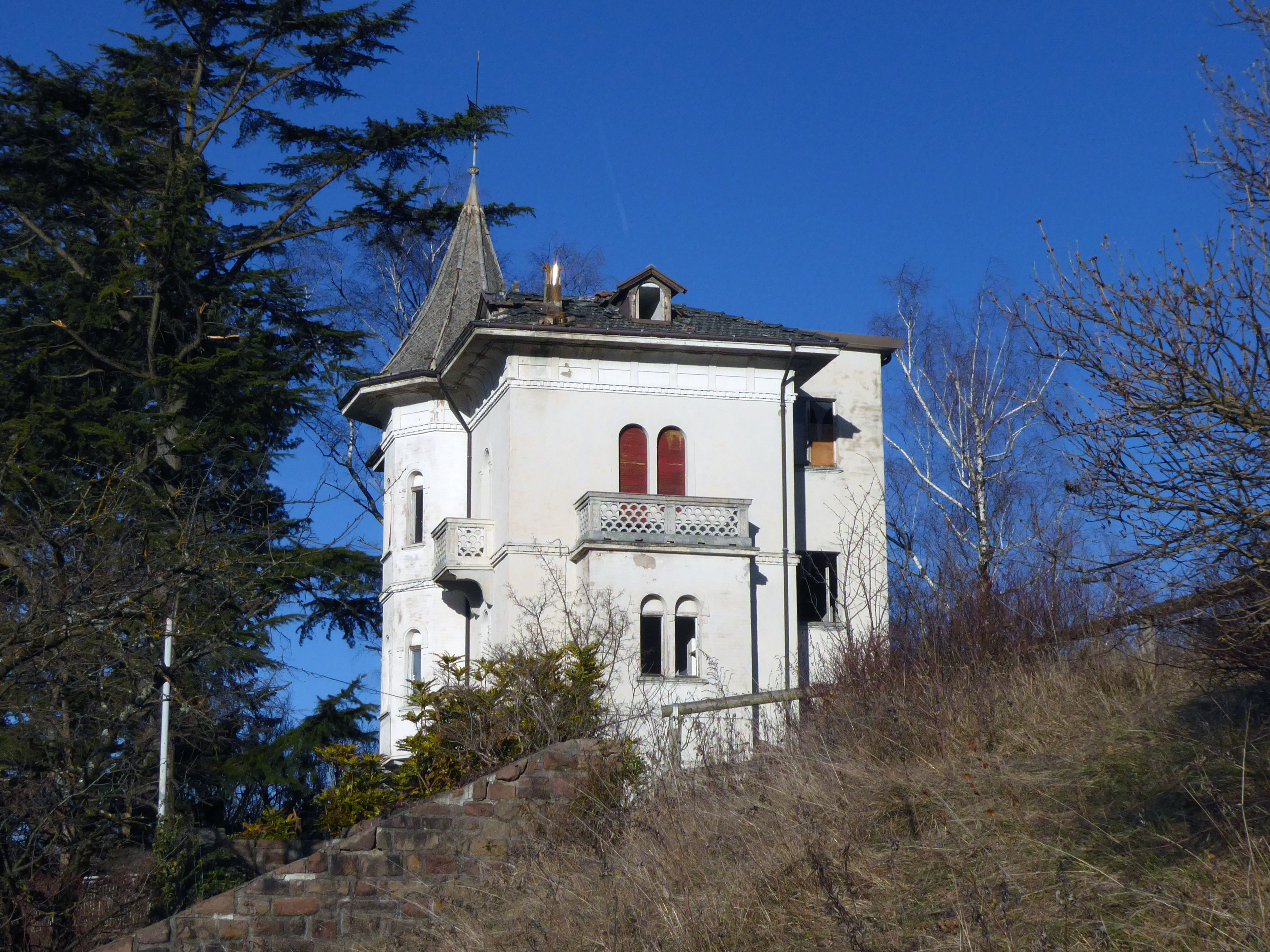
Il villino

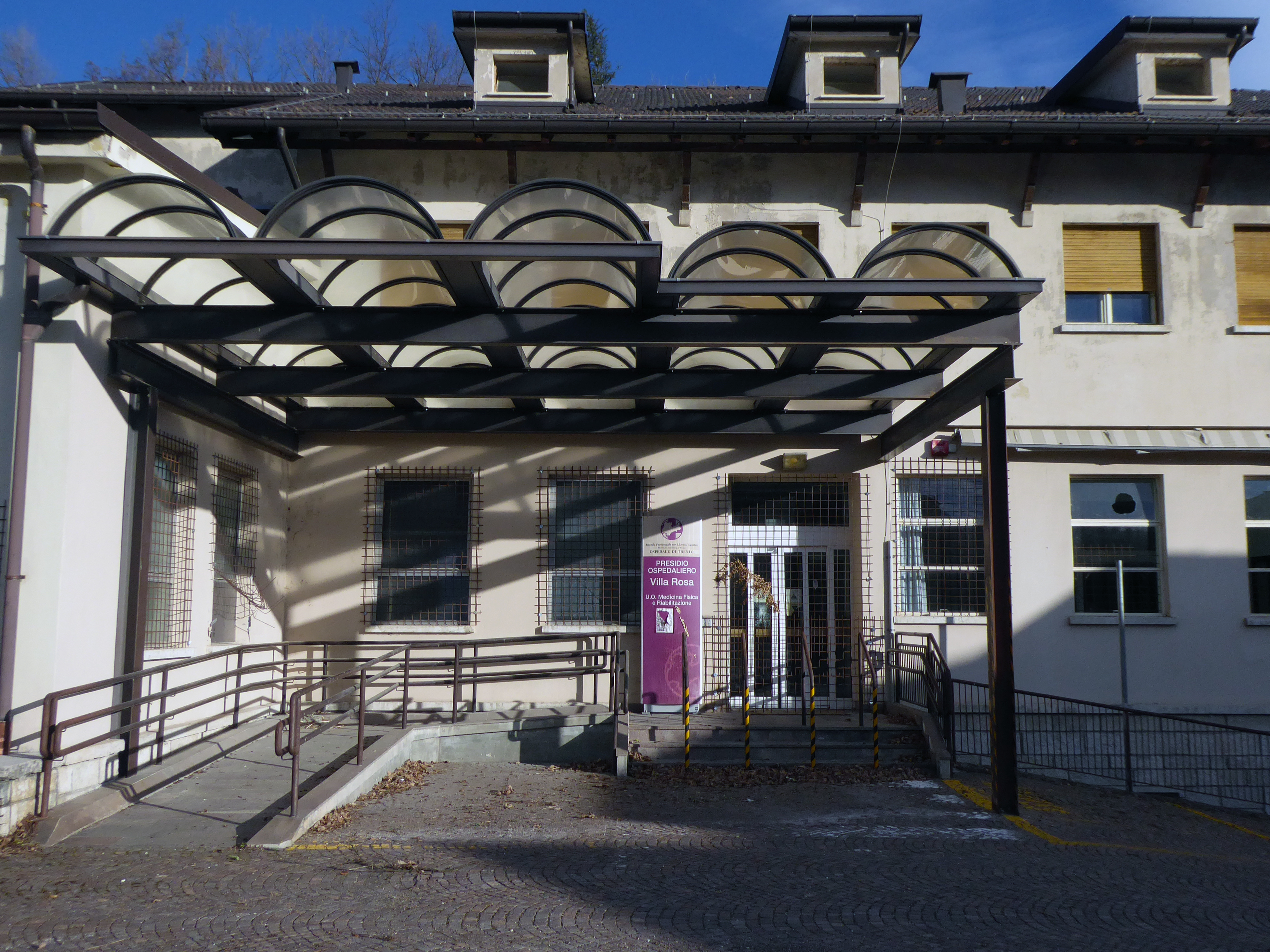
Ingresso di una delle ali dell'ospedale

La villa venne commissionata all'architetto Eduino Maoro dal marchese Vittorio Napoleone Dallarosa di Pergine, ed era ispirata nelle forme e nella collocazione ai castelli bavaresi come quello di Neuschwanstein; il suo nome originario era "Villa Giulia", ma è diventata nota con il nome di "Villa Rosa". Durante la prima guerra mondiale venne requisita dall'esercito austro-ungarico e adibita a comando militare e centro di supporto per il sottostante aeroporto di Cirè dell'Imperial Regia aviazione.
Nel 1956 l'INAIL trasformò la villa in un convalescenziario, destinato in particolare alla cura riabilitativa degli invalidi sul lavoro e dei tecnopatici; in quegli anni vennero aggiunti diversi fabbricati ad uso ospedaliero e anche la cappella.
L'esperienza si rivelò positiva, così nel 1963 Villa Rosa divenne "centro di rieducazione funzionale", specializzato proprio sul recupero della capacità lavorativa a seguito di traumi gravi; nel 1975, ultimo anno della gestione INAIL, aveva in cura 175 pazienti, ed era dotata di centodieci posti letto, palestra e reparti di idroterapia, fisiochinesiterapia e radiologia. La gestione venne quindi affidata alla Regione, che costituì Villa Rosa ente ospedaliero autonomo ("Ospedale provinciale specializzato per motulesi e neurolesi"), che entrò a regime a maggio 1975; nel 1981 passò all'SSN, diventando un'unità operativa dell'ospedale Santa Chiara di Trento; il tutto con il succedersi di varie riorganizzazioni e innovazioni. 
Nel 2012 la struttura contava una settantina di posti letto e trattava principalmente pazienti in fase post-acuta aventi patologie neurologiche (ictus, traumi cranici-encefalici, traumi e patologie vertebro-midollari, sclerosi multipla), nonché pazienti con patologie reumatiche e ortopediche a regime ambulatoriale: questo fu l'ultimo anno di attività, perché già all'inizio degli anni 1980 vi era l'idea di spostare l'ospedale in una struttura più consona per spazi e posizione, cosa che avvenne nel 2013. 
A seguito del trasferimento dell'ospedale (la nuova struttura, che ha mantenuto il nome di "Villa Rosa", è situata presso l'ex manicomio di Pergine) la villa è stata abbandonata, e dopo appena un paio d'anni risultava fortemente deteriorata, in preda a grave degrado e oggetto di vandalismo e furti, situazione che al 2020 era rimasta immutata.

## Descrizione
Il complesso sorge sul Doss del Zucàr, a monte del Maso Grillo, in una posizione panoramica affacciata sulla piana perginese e sulle Dolomiti di Brenta, e fa da contraltare al castello di Pergine. 
Originariamente, il complesso consisteva della villa principale e di un più piccolo villino sopraelevato poco distante. La villa è di forma quadrata, adornata da torrette, erker e da un belvedere, e raccoglie elementi di vari stili, come campanili d'angolo neogotici e finestrature neoclassiche, logge, transenne, bugnati ed altri elementi in stile rinascimentale, nella loggia un colonnato rococò con vetrate liberty, e infine capitelli di vari ordini.